# 多治見市立陶都中学校
多治見市立陶都中学校（たじみしりつとうとちゅうがっこう）は、岐阜県多治見市住吉町にある公立中学校である。

## 概要
- 多治見市のやや中央部に位置し、精華小、共栄小学校区のほとんどを学校区としている。
- 精華小、共栄小の卒業生の大多数が、この中学校に入学する。
- 平成10年建て替えの比較的、新しい校舎であり、バリアフリー対策としてエレベーターやスロープがある。
- 全校生徒は566名（2015年現在）で、 1・2年は5クラス、3年は6クラス、特別支援学級は2クラス（2021年現在）と多治見市内のみならず、東濃地区で一番大きな学校である。
- 学校が重点的に取り組んでいるのは「合唱」「掃除」「挨拶」である。
- 掃除では、開始前に10秒程度の黙想があり、一言もしゃべらず、自分自身を見つめあう時間がある。また、2014年までは、頭覆いをつけて掃除をしていたが、廃止された。
- 合唱では毎年、同市にある多治見市文化会館で合唱祭が行われ、全クラスがステージで合唱する。
- 朝には読書をする時間が10分設けてあり、ほとんどの生徒が黙々と読書をする。
- 授業前後のチャイムがないノーチャイムの学校である。

## 沿革
- 1947年（昭和22年）4月1日 -
  - 多治見市立平野中学校が開校。養正小学校の校舎の一部を仮校舎とする。
  - 多治見市立渓南中学校が開校。精華小学校の校舎の一部を仮校舎とする。
  - 多治見市立渓南中学校共栄分校を共栄小学校に設置。
- 1948年（昭和23年）
  - 4月1日 - 多治見市立渓南中学校共栄分校が多治見市立共栄中学校として分立する。
  - 9月1日 - 平野中学校、渓南中学校、共栄中学校を統合し、多治見市立陶都中学校として開校。敷地と校舎は旧制・多治見中学校のを岐阜県から譲り受ける。
- 1957年（昭和32年）4月1日 - 多治見中学校を分離。
- 1958年（昭和33年）
  - 4月1日 - 多治見北高等学校の開校のため、岐阜県に敷地と校舎を譲渡。陶都中学校は多治見北高等学校と同じ校舎を使用することになる。
  - 11月 - 現在地に校舎が完成し、移転。
- 1961年（昭和36年）12月 - 特別教室が完成。
- 1965年（昭和40年）3月 - 屋内運動場が完成。
- 1983年（昭和58年）3月 - 校舎を増築する。

## 住所・所在地
- 岐阜県多治見市住吉町七丁目1
  - 東鉄バス文化会館口バス停から徒歩10分程度

## 通学区域[1]
- 小田町1丁目、2丁目、3丁目、4丁目、5丁目、6丁目
- 上山町1丁目、2丁目
- 緑ケ丘
- 弁天町1丁目、2丁目、3丁目、4丁目
- 宮前町1丁目、2丁目
- 大正町1丁目、2丁目、3丁目
- 大日町
- 虎渓町1丁目、2丁目
- 豊岡町1丁目、2丁目、3丁目
- 本町2丁目（１、56、70）、3丁目、4丁目
- 虎渓山町1丁目、2丁目、3丁目、4丁目、5丁目、6丁目、7丁目
- 上野町1丁目、2丁目、3丁目、4丁目、5丁目
- 精華町
- 十九田町1丁目、2丁目
- 白山町1丁目、2丁目、3丁目、4丁目、5丁目
- 音羽町1丁目、2丁目（中央本線以北）、3丁目、4丁目、5丁目
- 住吉町1丁目、2丁目、3丁目、4丁目、5丁目、6丁目、7丁目
- 若松町1丁目、2丁目、3丁目、4丁目
- 光ケ丘1丁目、2丁目、3丁目、4丁目、5丁目
- 金岡町1丁目、2丁目、3丁目、4丁目、5丁目
- 長瀬町
- 東栄町1丁目、2丁目、3丁目、4丁目、5丁目
- 高田町1丁目、2丁目、3丁目、4丁目、5丁目、6丁目、7丁目、8丁目、9丁目、10丁目、11丁目
- 高田町（東山、白粉、岩曽根、長湫、岩ケ峠、信濃柿）
- 小名田町1丁目、2丁目、3丁目、4丁目、5丁目、6丁目
- 小名田町（西山、西ケ洞（1を除く）、草ノ頭、可児郷、東谷、悪洞、野田、内、別山、岩ケ根、小滝（1、5を除く）、大石原、絵図ケ峯）
- 東山１丁目、2丁目、3丁目
- 西坂町1丁目、2丁目、3丁目、4丁目、5丁目

## 進学前小学校
- 精華小学校
- 共栄小学校
- 北栄小学校（小名田町小滝（1、5を除く））